# Avtalspersonal
Avtalspersonal är personer som frivilligt tjänstgör i Sveriges totalförsvar, utifrån ett avtal med en svensk statlig myndighet.

## Avgränsningar
En myndighet med uppgifter inom totalförsvaret får ingå ett skriftligt avtal med en person – en frivillig – som tillhör en frivillig försvarsorganisation om att denne skall tjänstgöra inom totalförsvaret. Personer som har ingått sådana avtal benämns avtalspersonal. Innan ett avtal ingås skall myndigheten kontrollera med den frivilliga försvarsorganisationen att den frivillige är lämplig för tjänstgöringen.

## Villkor
Avtal om tjänstgöring får ingås med den som fyllt 16 år eller, om tjänstgöringen avser Försvarsmakten, 18 år. Den som skall tjänstgöra i Försvarsmakten skall vara svensk medborgare. Av avtalet skall framgå tjänstgöringens art, tjänstgöringsskyldighetens omfattning samt tjänstgöringstidens längd.